# فرودگاه ندا گلیدردرم
فرودگاه ندا گلیدردرم (به انگلیسی: NDA Gliderdrome) یک فرودگاه نظامی است که یک باند فرود آسفالت دارد و طول باند آن ۹۰۰ متر است. این فرودگاه در شهر پونه کشور هند قرار دارد و در ارتفاع ۵۹۲ متری از سطح دریا واقع شده‌است.